# Ḟ
Ḟ (minuskule ḟ) je speciální znak latinky. Nazývá se F s tečkou. Nepoužívá se v žádném jazyce, ale dříve se používal v irštině. V dnešní irštině se místo Ḟ píše spřežka fh. Fh se v irštině nevyslovuje, značí přestávku mezi písmeny. Dříve se používal v přepisech některých jazyků používajících cyrilici, kde značil znak fita (Ѳ). Namísto tohoto písmene se ale dnes užívá v přepisech znak F. V Unicode mají písmena Ḟ a ḟ tyto kódy:
-Ḟ  U+1E1E
-ḟ  U+1E1F